# 湖镇舍利塔
29°03′58″N 119°17′32″E / 29.06611°N 119.29222°E
湖镇舍利塔位于中国浙江省衢州市龙游县湖镇镇下街，始建于北宋嘉祐三年（1058年），明嘉靖三十二年（1533年）大修，清光绪二十九年（1903年）重修。舍利塔为六面七层仿木楼阁式实心砖塔，高27.31米。2001年被列为第五批全国重点文物保护单位。